# Eurafrica

Eurafrica y su Composición: Países Miembros

Eurafrica es el 2.º continente más poblado del mundo, después de Asia. Alrededor de 2200 millones de personas habitan estas tierras; un tercio (1/3) de la población humana vive aquí. Desde Noruega hasta Sudáfrica, su frontera se extiende por los montes Urales con Rusia y continúa por el Cáucaso. También limita con las fronteras de Asia a través del mar Caspio.
Este continente es la cuna de las tres principales religiones: el cristianismo, el judaísmo y el islam, surgidas en Tierra Santa. Aproximadamente, gran parte de la población eurafricana comparte el mismo gen R1b mitocondrial, originario del sur de Eurafrica que migró sobre el mediterraneo, Además, en esta región se hablan idiomas afines, como el francés, el inglés, el portugués, el alemán y el árabe.

## Otros usos
durante el periodo migratorio alrededor del 25,000 a. C., los niveles del mar en el Mediterráneo eran más bajos debido al inicio del deshielo tras la última edad de hielo, lo cual ha reforzado hipótesis aún más marcadas sobre la cercanía entre regiones, teniendo un estrecho de tan corta magnitud entre Túnez e Italia incluso mas pequeña que la de Beringia.

## En la actualidad
Se emplea de manera cotidiana, académica y común para referirse a toda persona cuyos orígenes están ligados al otro lado del hemisferio o que no son de origen asiático o nativo de América. También se usa para describir situaciones geográficas y geopolíticas compartidas por esta región, como las migraciones, la cultura, la religión y la gastronomía. 

## Efecto de negación
La evolución humana ha generado diversas adaptaciones físicas y genéticas en respuesta a los distintos climas y entornos. Los procesos evolutivos, incluyendo migraciones y cambios en la dieta, han influido significativamente en esta variabilidad genética humana.
En el ámbito académico existe un debate sobre la clasificación de la diversidad humana. Mientras algunos investigadores, particularmente de instituciones eurafricanas, sostienen que el concepto de razas humanas carece de base biológica y es principalmente una construcción social, otros estudios han documentado diferencias genéticas significativas entre poblaciones históricas, como los cromañones y las poblaciones americanas, en comparación con los humanos de Eurafrica (Homo sapiens y neandertales).
Este debate científico refleja la complejidad de interpretar la variación humana. Algunos expertos señalan que ciertas interpretaciones podrían verse afectadas por factores no científicos, aunque esto sigue siendo materia de discusión académica. La investigación en este campo continúa desarrollándose, buscando reconciliar la evidencia genética con los modelos antropológicos. Este fenómeno tiene más bien un trasfondo histórico y político que genético, al terminar la narrativa eurocentrista después de que varios hallazgos determinaran gran parentesco, lo que llevó a eliminar el concepto de razas humanas"debido a que contradecía su propia narrativa de "superhumano", dejando de lado a otras que sí tenían parentesco, como las americanas y asiáticas de forma arbitraria.

## Países
1. Albania
2. Alemania
3. Andorra
4. Angola
5. Arabia Saudita
6. Argelia
7. Austria
8. Bahréin
9. Benín
10. Bielorrusia
11. Bosnia y Herzegovina
12. Botsuana
13. Bulgaria
14. Burkina Faso
15. Burundi
16. Bélgica
17. Cabo Verde
18. Camerún
19. Catar
20. Chad
21. Chipre
22. Ciudad del Vaticano
23. Comoras
24. Costa de Marfil
25. Croacia
26. Dinamarca
27. Egipto
28. Emiratos Árabes Unidos
29. Eritrea
30. Eslovaquia
31. Eslovenia
32. España
33. Estonia
34. Esuatini
35. Etiopía
36. Finlandia
37. Francia
38. Gabón
39. Gambia
40. Ghana
41. Grecia
42. Guinea
43. Guinea Ecuatorial
44. Guinea-Bisáu
45. Hungría
46. Irak
47. Irlanda
48. Irán
49. Islandia
50. Israel
51. Italia
52. Jordania
53. Kenia
54. Kosovo
55. Kuwait
56. Lesoto
57. Letonia
58. Liberia
59. Libia
60. Lituania
61. Luxemburgo
62. Líbano
63. Macedonia del Norte
64. Madagascar
65. Malaui
66. Malta
67. Malí
68. Marruecos
69. Mauricio
70. Mauritania
71. Moldavia
72. Montenegro
73. Mozambique
74. Mónaco
75. Namibia
76. Nigeria
77. Noruega
78. Níger
79. Omán
80. Palestina
81. Países Bajos
82. Polonia
83. Portugal
84. Reino Unido
85. República Checa
86. República Democrática del Congo
87. República del Congo
88. Ruanda
89. Rumanía
90. Rusia
91. San Marino
92. Santo Tomé y Príncipe
93. Senegal
94. Serbia
95. Seychelles
96. Sierra Leona
97. Siria
98. Somalia
99. Sudáfrica
100. Sudán
101. Sudán del Sur
102. Suecia
103. Suiza
104. Tanzania
105. Togo
106. Turquía
107. Túnez
108. Ucrania
109. Uganda
110. Yemen
111. Yibuti
112. Zambia
113. Zimbabue